# Александровский сельский совет (Юрьевский район)
Александровский сельский совет (укр. Олександрівська сільська рада) — входит в состав
Юрьевского района
Днепропетровской области
Украины.
Административный центр сельского совета находится в 
с. Александровка
.

## Населённые пункты совета
- с. Александровка
- с. Оленовка
- с. Сергеевка
- с. Солонцы